# Trevor (pel·lícula)
Trevor és un curtmetratge estatunidenc dirigit per Peggy Rajski, estrenat el 1994.
El curtmetratge va ser produït per Randy Stone i Peggy Rajski, i escrit per James Lecesne. La protagonista de la història és Trevor, una fan de Diana Ross, de 13 anys, que s'enamora d'un company d'escola anomenat Pinky Faraday.
El 1995, la pel·lícula va guanyar un Oscar al millor curtmetratge amb La vida meravellosa de Franz Kafka als 67è Premis de l'Acadèmia.
La pel·lícula va guanyar el Teddy Award al millor curtmetratge el 1995. El 1998, el director Peggy Rajski va reunir els cineastes Randy Stone i James Lecesne per fundar The Trevor Project, una línia de prevenció de crisi i prevenció del suïcidi les joves lesbianes, gais bisexuals, transsexuals i interrogadors.